# Stolnica Marijinega vnebovzetja, Rouen
 Stolnica Notre-Dame v Rouenu (francosko: Cathédrale Notre-Dame de Rouen) je rimskokatoliška gotska stolnica v Rouenu, v severozahodni Franciji. Je sedež nadškofa Rouena in Normandije.

## Zgodovina
Cerkev je že bila prisotna na lokaciji že v poznem 4. stoletju in eventalna stolnica je bila ugotovljena tako v Rouenu, kot v Poitiersu.  Bila je večja od sv. Ouen iz leta 650, Karel Veliki jo je obiskal leta 769.
Vsi objekti so propadli med Vikinškimi osvajanji v 9. stoletju. Rollo je bil tukaj krščen leta 915 in pokopan leta 931. Rihard I. jo je povečal leta 950, stolp sv. Romana je bil zgrajen leta 1035. Stavbe nadškofa Roberta II. so bile posvečene leta 1065. V stolnico je udarila strela leta 1110.
Gradnja sedanje stavbe se je začela v 12. stoletju v zgodnjem gotskem slogu s stolpom Sv. Romana, na sprednji strani verande in delu cerkvene ladje. Stolnica je zgorela leta 1200. Ostali glavni deli so bili zgrajeni v visokem gotskem slogu: ladja, transepta, kor in prvo nadstropje glavnega stolpa v 13. stoletju; stranski kapeli, Marijina kapela in stranska vrata, v 14. stoletju. Nekatera okna so še vedno okrašena z vitraji iz 13. stoletja, ki so znani zaradi posebne kobaltno modre barve, ki je znan kot modro iz Chartresa. Severni transept je iz konca 1280-tih.
V stolnico je spet udarila strela leta 1284. V letu 1302 je bila stara Marijina kapela porušena in zgrajena nova do leta 1360. Zvonik se je podrl leta 1353, korna okna so razširili leta 1430, zgornja etaža severozahodnega stolpa je bila dodana leta 1477, zatrep severnega transepta pa zgrajen leta 1478.
Nekaj dodatnih delov je bilo zgrajenih v poznem gotskem slogu: zadnja etaža stolpa Sv. Romana je iz 15. stoletja,  Tour de Beurre (maslen stolp), glavna veranda spredaj in dve nadstropji stolpa z laterno sta iz 16. stoletja. Gradnja. jugozahodnega stolpa se je začela leta 1485 in je bila končana leta 1507. Masleni stolp je bil zgrajen v začetku 16. stoletja. Maslo je bilo prepovedano v postnem času in tisti, ki se mu  niso želeli odreči, so darovali denar six deniers Tournois za vsako škofovo dovoljenje. S prihodki, ustvarjenimi s prodajo masla, so financirali gradnjo zvonika.
Realizacija maslenega stolpa je povzročala motnje v izdelavi fasade, kar je povzročilo rekonstrukcijo centralnega portala in zahodne fasade, ki se je začela leta 1509 in končala v 1530. Prvotni gotski zvonik je utrpel požar leta 1514, kljub temu je bil projekt zvonika iz kamna zavrnjen in lesena konstrukcija pokrita s pozlačenim svincem se je začela izvajati leta 1515. Ograja je bila dodana leta 1580.
V poznem 16. stoletju je bila stolnica v francoskih verskih vojnah močno poškodovana: kalvinisti so poškodovali precej opreme, grobov, oken iz pobarvanega stekla in kipov. V stolnico je spet udarila strela v letih 1625 in 1642, nato pa jo je prizadel orkan leta 1683. Leseni deli kora so zgoreli leta 1727, zvon se je zlomil 1786. V 18. stoletju je vlada stavbo nacionalizirala in prodala nekaj pohištva in kipov, da bi denar porabili za orožje za podporo vojni Francoske republike.
Renesančni zvonik je uničila strela leta 1822. Nov je bil izdelan v neogotskem slogu, toda iz drugega materiala: litega železa. Stolnica je bila najvišja stavba (svetilnik z litega železa iz 19. stoletja) na svetu (151 m) od 1876 do 1880. V 20. stoletju, v času druge svetovne vojne, april 1944, je bila stolnica bombardirana s strani Royal Air Force. Sedem bomb je padlo na stavbo, poškodovan je bil ključni steber stolpa, zelo je bila poškodovana južna stranska ladja in uničeni dve rozeti. Ena od bomb ni eksplodira. Drugo bombardiranje, ki ga je izvedla vojska ZDA (pred izkrcanjem v Normandiji v juniju 1944) je zažgalo najstarejši stolp, imenovan Severni stolp ali Sv. Roman. Med požarom so se zvonovi stalili. Leta 1999, med orkanskim neurjem, se je bakrena kritina lesene kupole, ki je tehtala 26 ton, zlomila in deloma padla v cerkev in poškodovala kor.

## Arhitektura
Stolnica Notre-Dame v Rouenu stoji danes na temeljih romanske stolnice in ima skupno sedem stolpov: Tour Saint-Romain, katerega spodnji del je oblikovan med približno 1145 - 1164, medtem ko je bil zgornji del postavljen šele v 15. stoletju in 75 metrov visok Tour de Beurre (maslen stolp) na zahodni fasadi, zgrajen v razposajenem gotskem slogu v poznem 15. stoletju, ki se zaključi z osmerokotno krono. Tu so še štiri prečne ladje in prehodi z ustreznimi stolpi.
75-metrov visok šest-nadstropen maslen stolp je bil končan leta 1506 in je izjemen primer umetnosti poznega razposajenega gotskega sloga, ki doseže vrhunec v osmerokotni kroni, okrašeni s prefinjenimi štirimi velikimi in štirimi majhnimi fialami.
V 19. stoletju je star stolp na križiščem uničila strela. Viden od daleč (visok 151,5 m) je bil končana leta 1877 in je v celoti izdelan iz litega železa. Do zaključka katedrale leta 1880, je bila katedrala najvišja stavba na svetu

## Oprema
Na zahodni galeriji, pod gotskim rozeta oknom, so velike orgle. Zgrajene so bile v poznem 17. stoletju, kot nadomestek za instrument, ki je bil zgrajena konec srednjega veka in je bila hudo poškodovana leta 1683 med nevihto. Ohišje orgel je izdelal Joseph Pilon in so od leta 1862 pod spomeniškim varstvom.
Sčasoma so različni graditelji orgel te obnovili in preuredili. Današnje orgle so delo delavnice orgel Jacquot-Lavergne in so bile končane leta 1956. Orgle imajo 68 registrov na štirih manualih in pedal. Trije manuali so nastali kot expressif. Registri so nameščeni levo in desno od manualov. Orgle delajo na elektro pogon. Leta 1982 je bil obnovljen prospekt. Leta 1992 in 1995 pa so bile orgle na novo uglašene. 

## Glasbena tradicija
Katedrala ima močno glasbeno tradicijo že od srednjega veka. Njen zbor je bil znan po petju po spominu vse do francoske revolucije. Prvi večji organist, ki je delati v njej je bil Jean Titelouze, tako imenovani oče francoske šole organistov. Mesto je zasedal v letih 1588-1633. Okoli leta 1600 je Titelouze, v sodelovanju z znamenitim francosko-flamskim graditeljem orgel Crespin Carlierjem, preoblikoval orgle stolnice v enega izmed najboljših instrumentov v Franciji. Približno 80 let kasneje je legendarni graditelj orgel Robert Clicquot le-te obnovil in izboljšal. Med organisti, ki so igrali na te orgle, so bili nekateri ugledni skladatelji, kot so Jacques Boyvin (v 1674-1706) in François d'Agincourtu (1706-1758). Nove orgle so bile zgrajene med letoma 1858-1860, delo firme Merklin & Schütze in po drugi svetovni vojni, delo Jacquot-Lavergne

## V umetnosti
Najbolj znane slike katedrale je naslikal impresionist Claude Monet, umetnik, ki je naslikal serijo slik o stavbi, ki kažejo enak prizor ob različnih delih dneva in v različnih vremenskih pogojih. Dve sliki sta v National Gallery of Art v Washingtonu; ena v Getty Centru v Los Angelesu, Kalifornija, ena je v Narodnem muzeju Srbije v Beogradu, ena je v muzeju v Kölnu, ena v Rouenu v likovnem muzeju in pet v Musée d'Orsay v Parizu. Ocenjena vrednost ene slike je več kot 40 milijonov dolarjev. Drugi slikarji, ki jih je navdihnila stavba so: John Ruskin, ki jo je izbral kot primer dobre arhitekture v The Seven Lamps of Architecture in Roy Lichtenstein, ki je izdelal serijo fotografij, ki predstavljajo sprednji del stolnice; Mae Babitz, znana po ilustracijah Watts Towers in stavb iz viktorijanske dobe v Los Angelesu, je prikazala stolnico v 1960-tih. Ta dela so shranjena v UCLA knjižnici v posebnih zbirkah.
- La Cathédrale de Rouen, Claude Monet, 1893
- Camille Pissarro: Rue de l’Épicerie, Rouen, 1898

V literaturi: 
- Gustava Flauberta so navdihnil vitraji sv. Juliana in relief Salome v dveh od njegovih Treh zgodb.
- Joris-Karl Huysmans je napisal La Cathedrale, roman, ki temelji na intenzivnem pregledu objekta.
- Willa Cather postavlja ključno sceno v razvoj protagonista Claude Wheeler v One of Ours v stolnici.

## Nagrobniki
V stolnici je grobnica v kateri je srce Riharda Levjesrčnega. Njegovo drobovje so verjetno pokopali v cerkvi Chateau Châlus-Chabrol v Limousinu. Bil je ob steni Chateau Châlus-Chabrol, ko je bil ranjen in za posledicami umrl. Njegovi telesni ostanki so bili pokopani poleg njegovega očeta v samostanu Fontevraud bližnji Chinona in Saumura, Francija. Rihardova podoba je na vrhu grobnice, njegovo ime je napisano v latinščini ob strani.
V stolnici je tudi grobnica Rolloja (Hrólfr, Rou (f) ali Robert), eden od Rihardovih prednikov, ustanovitelj in prvi vladar Vikinške kneževine, znane kot Normandija.
V črni marmorni grobnici je John Plantagenet ali John Lancaster, vojvoda Bedfordski, ki velja za morilca Ivane Orleanske. Postal je kanonik in župnik stolnice po njeni smrti. Njegov prvotni grob so uničili kalvinisti v 16. stoletju, vendar pa ostaja še spominska plošča.
V drugih grobnicah so:
- Poppa, žena Rollo Normandijskega in mati vojvode Viljema I.
- Viljem I., vojvoda Normandijski (znan kot William Longsword)
- Hugh Amienški, prvi opat Reading Abbey in nadškof Rouena
- Matilda Angleška (znana kot cesarica Matilda)
- William FitzEmpress, sim Matilde Angleške
- Arthur I., vojvoda Bretanski
- Henrik mladi kralj
- Georges d'Amboise, kardinal, komornik Karla VII. Francoskega in Ludvika XI. Francoskega
- Pierre de Brézé, vojak in politik v službi Karla VII. Francoskega
- Louis de Brézé, seigneur d'Anet, vnuk Karla VII. Francoskega

## Dimenzije
| Dimenzije          |                               |          |
| ------------------ | ----------------------------- | -------- |
|                    | notranja dolžina              | 136.86 m |
|                    | zunanja dolžina               | 144 m    |
|                    | višina severnega križanja     | 28 m     |
|                    | višina južnega križanja       | 28 m     |
| centralni zvonik   | skupna višina                 | 151 m    |
|                    | teža zvonika                  | 8 000 t  |
| kor                | dolžina kora                  | 34.30 m  |
|                    | višina kora                   | 28 m     |
|                    | širina kora                   | 12.68 m  |
| stolp na križiđču  | višina                        | 51 m     |
| fasada             | širina zahodne fasade         | 61.60 m  |
| ladja              | širina ladje                  | 24.20 m  |
|                    | dolžina ladje                 | 60 m     |
|                    | višina oboka glavnega hodnika | 28 m     |
|                    | višina oboka drugega hodnika  | 14 m     |
|                    | širina glavne ladje           | 11.30 m  |
| stolp Beurre       | višina                        | 75 m     |
| stolp Saint-Romain | višina                        | 82 m     |
| transept           | širina                        | 24.60 m  |
|                    | zunanja dolžina transepta     | 57 m     |
|                    | notranja dolžina transepta    | 53.65 m  |